# استیرمن ایکس‌ای-۲۱
استیرمن ایکس‌ای-۲۱ (مدل ایکس-۱۰۰) یک رقیب در مسابقات سپاه هوایی نیروی زمینی ایالات متحده برای یک هواپیمای تهاجمی دو موتوره بود که (پس از طراحی مجدد) به تولید داگلاس ای-۲۰ هاوک، مارتین ای-۲۲ مریلند و نورث امریکن بی-۲۵ میتچل منجر شد.

## کاربران
ایالات متحده آمریکا
- سپاه هوایی نیروی زمینی ایالات متحده

## مشخصات فنی (ایکس‌ای-۲۱)
داده‌ها از Museum of the United States Air Force
ویژگی‌های عمومی
- خدمه: ۳
- ظرفیت: ۵٬۵۶۰ پوند (۲٬۵۲۰ کیلوگرم)
- طول: ۵۳ فوت ۱ اینچ (۱۶٫۱۸ متر)
- پهنای بال: ۶۵ فوت ۰ اینچ (۱۹٫۸۱ متر)
- ارتفاع: ۱۴ فوت ۲ اینچ (۴٫۳۲ متر)
- مساحت بال‌ها: ۶۰۷ فوت مربع (۵۶٫۳۹ متر مربع)
- وزن خالی: ۱۲٬۷۶۰ پوند (۵٬۷۸۹ کیلوگرم)
- وزن ناخالص: ۱۸٬۲۳۰ پوند (۸٬۲۶۹ کیلوگرم)
- پیشرانه: ۲ عدد موتور شعاعی پرت اند ویتنی آر-۲۱۸۰-ای تووین هورنت, ۱٬۴۰۰ hp (۱٬۰۳۰ kW)  در هر موتور

عملکرد
- حداکثر سرعت: ۲۲۳ گره (۲۵۷ مایل بر ساعت، ۴۱۴ کیلومتر بر ساعت)
- سرعت کروز: ۱۷۴ گره (۲۰۰ مایل بر ساعت، ۳۲۲ کیلومتر بر ساعت)
- بارگیری بال: ۳۰٫۰ پوند بر فوت مربع (۱۴۷ کیلوگرم بر متر مربع)
- توان به وزن|توان/جرم: ۰٫۱۵ اسب بخار/پوند (۲۵۰ وات/کیلوگرم)

تسلیحات

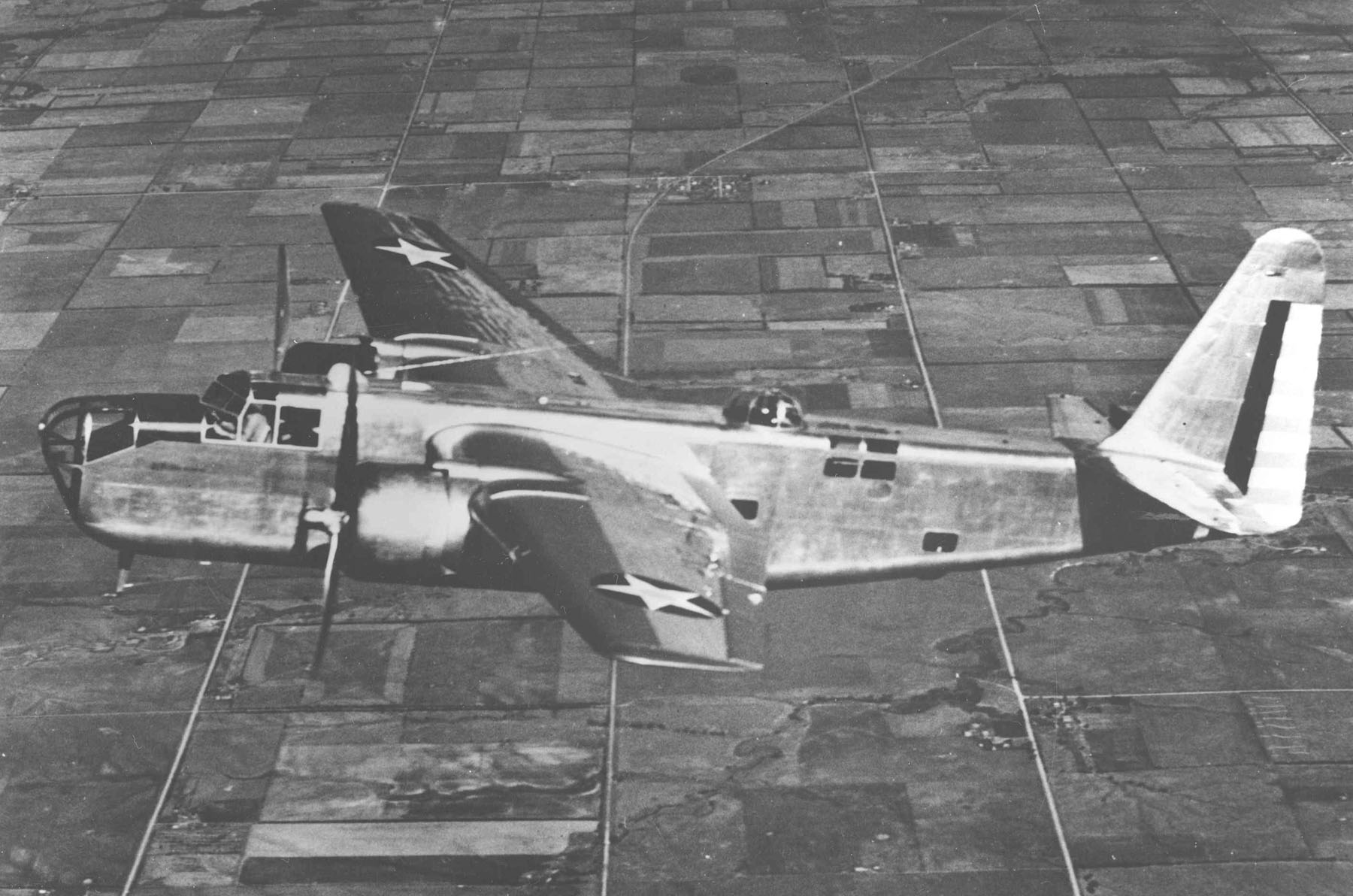
در حال پرواز

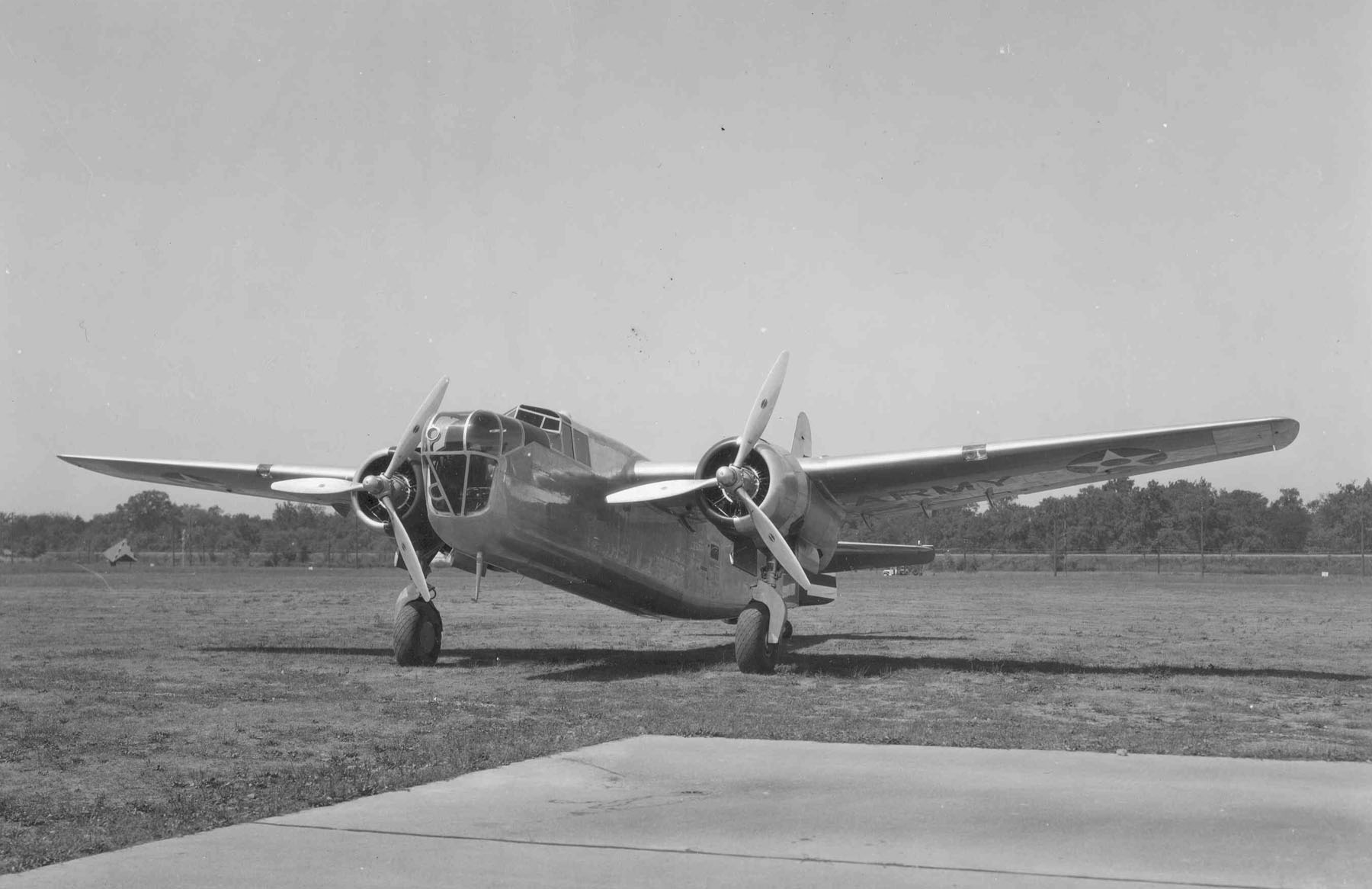
نمای جلویی

- اسلحه‌ها: ** ۴× wing-mounted 0.30 in (7.62 mm) M1919 Browning machine guns
  - ۱× nose-mounted 0.30 in machine gun
  - ۴× aft-firing 0.30 in machine guns
- بمب‌ها: 2,700 lb (1,200 kg)

### کتابشناسی - فهرست کتب
- Bowers, Peter M. Boeing Aircraft since 1916. London: Putnam, Second edition, 1989. شابک ‎۰−۸۵۱۷۷−۸۰۴−۶.
- Wagner, Ray. American Combat Planes of the 20th Century, Third Enlarged Edition. New York: Doubleday, 1982. شابک ‎۹۷۸−۰−۹۳۰۰۸۳−۱۷−۵.